# Adelphostigma quadriocellata
Adelphostigma quadriocellata — вид змій родини полозових (Colubridae). Ендемік Бразилії.

## Поширення і екологія
Adelphostigma quadriocellata мешкають на північному сході бразильського штату Пара. Вони живуть у вологих тропічних лісах Амазонії, трапляються у вторинних лісах капоейра. Ведуть денний, наземний спосіб життя. Живляться амфібіями.